# Faye White
Faye White (Horley, 2 febbraio 1978) è un'ex calciatrice inglese di ruolo difensore. Ha giocato per quasi tutta la sua carriera nell'Arsenal, vincendo 31 titoli, inclusa una UEFA Women's Cup, e guidando la squadra nel quadruple realizzato nella stagione 2006-07. Ha collezionato 90 presenze con la maglia della nazionale inglese, vestendo la fascia di capitano per dieci anni e in quattro tornei internazionali.
Nel 2007 è stata insignita dell'onorificenza di Membro dell'Ordine dell'Impero Britannico. Nel 2015 è stata inserita nella Hall of Fame del calcio inglese.

## Carriera

### Club

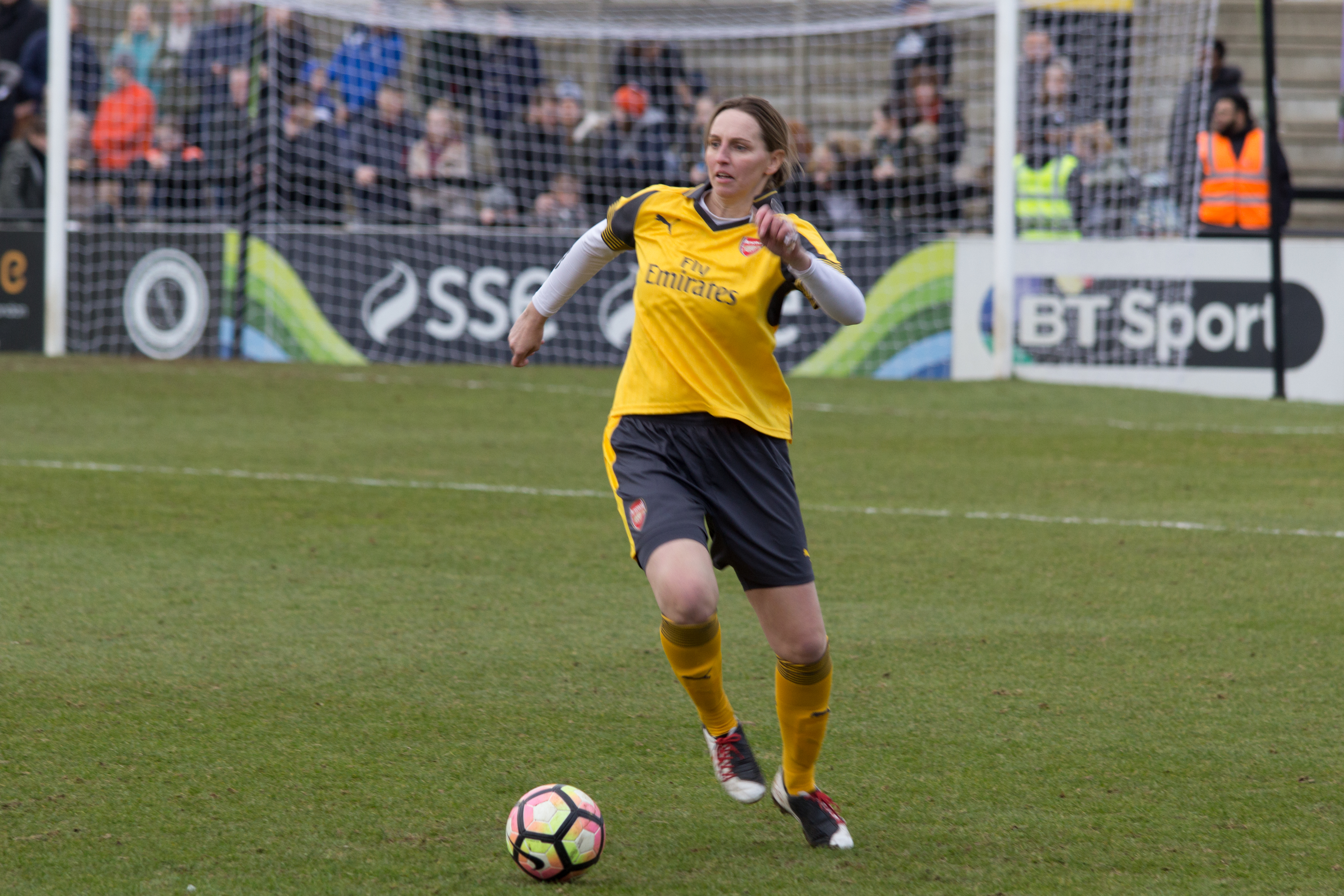
Faye White in azione con la maglia dell'Arsenal nel 2017

Nata e cresciuta a Horley, nel Sussex, iniziò a giocare a calcio sin da giovanissima assieme al fratello maggiore, con il quale prendeva parte alle sessioni di allenamento della locale squadra giovanile. All'età di 13 anni venne notata dall'allenatrice dell'Horsham Ladies, una squadra femminile, che la invitò a farne parte. Un anno dopo venne inserita nella prima squadra. Giocò con l'Horsham Ladies, che poi cambiò denominazione in Three Bridges, fino ai 18 anni, facendo parte della prima squadra per almeno tre stagioni nella Women's Premier League Southern Division, la seconda serie nazionale.
Nel 1996 andò a giocare all'Arsenal, che militava nella FA Women's Premier League, la massima serie nazionale. Conquistò il suo primo titolo già nella prima stagione, quando l'Arsenal vinse il campionato. Alla sua seconda stagione vinse il premio di giocatrice dell'anno della FA Women's Premier League. Nei suoi 17 anni di militanza all'Arsenal ha collezionato 300 presenze e messo a segno 22 reti. Ha vinto 31 trofei con le Gunners: 11 campionati nazionali, tra i quali la prima edizione della Women's Super League, 9 FA Women's Cup, 6 FA Women's Premier League Cup, 4 FA Women's Community Shield e 1 UEFA Women's Cup. Ha vestito la fascia di capitano per diversi anni, guidando la squadra alla conquista di un quadruple nella stagione 2006-07 – stagione che era iniziata male per White, vista la rottura del legamento crociato – con la vittoria di campionato, FA Women's Cup, FA Women's Community Shield e UEFA Women's Cup; a questo si aggiungono anche due treble e quattro double. La vittoria dell'UEFA Women's Cup nell'edizione 2006-07 rappresentò anche la prima vittoria di una squadra inglese nella massima competizione UEFA per club femminili. Tra il 2003 e il 2009 l'Arsenal, guidato da Vic Akers e con Faye White al centro della difesa, giocò 108 partite senza sconfitte e vinse 51 partite di campionato di fila tra il 2006 e il 2008.
I 17 anni all'Arsenal vennero interrotti solamente per alcune settimane nell'estate 2007, quando White andò a giocare in Canada all'Ottawa Fury, società partecipante all'USL W-League, l'allora massima serie del campionato statunitense. Con l'Ottawa Fury giocò le ultime partite della stagione regolare più semifinale e finale dell'Eastern Conference, persa contro il Washington Freedom.
Annunciò il proprio ritiro dal calcio giocato nel marzo 2013, dopo che era rimasta ferma per 18 mesi sia per un nuovo infortunio al ginocchio e sia perché era in congedo di maternità.

### Nazionale
Nel settembre 1995 White venne convocata per la prima volta per un raduno della nazionale dell'Inghilterra, all'età di 16 anni, da Ted Copeland, diventando la prima calciatrice ad essere convocata in nazionale senza giocare in una squadra della massima serie inglese. Fece il suo esordio in nazionale il 9 marzo 1997 in una partita amichevole contro la Scozia, per poi giocare complessivamente 90 partite, realizzando 11 reti. Dal 2002 al 2012 ha vestito la fascia di capitano della nazionale inglese, guidando la squadra in due campionati mondiali e in due campionati europei.
Nel 2001 venne convocata dalla selezionatrice Hope Powell per la fase finale del campionato europeo 2001, dove le inglesi vennero eliminate nella fase a gruppi dopo aver pareggiato una partita e perso le altre due. Nel 2005 partecipò al campionato europeo 2005, primo torneo internazionale come capitano dell'Inghilterra. Dopo l'iniziale vittoria sulla Finlandia, le inglesi persero le successive due gare e vennero nuovamente eliminate nella fase a gruppi. Nel 2007 venne convocata per la fase finale del campionato mondiale, che l'Inghilterra tornava a disputare dopo 12 anni. Dopo aver superato la fase a gruppi come seconda classificata del gruppo A dietro alla Germania, l'Inghilterra venne eliminata nei quarti di finale dagli Stati Uniti. Nei minuti finali di questa partita White si ruppe il naso in un contrasto di gioco, finendo di giocare la partita col naso rotto.
Nel maggio 2009 Faye White fu una delle 17 calciatrici della nazionale inglese alle quali la federazione inglese fece firmare un contratto professionale, per la prima volta, nell'ottica dello sviluppo della nazionale.
Nonostante stesse rientrando a giocare dopo un infortunio, Powell la inserì nella rosa delle calciatrici convocate per il campionato europeo 2009. White realizzò la rete con la quale la nazionale pareggiò 1-1 contro la Svezia nella fase a gruppi e che consentì il passaggio del turno come migliore delle terze classificate; questa fu anche la sua prima rete in una fase finale di un torneo internazionale. Nel corso del quarto di finale, vinto contro la Finlandia, White subì la rottura dello zigomo in uno scontro di gioco. Rientrata in Inghilterra per sottoporsi a un intervento chirurgico, tornò in Finlandia in tempo per disputare la finale del campionato europeo il 10 settembre 2009, persa contro la Germania 2-6.
Venne convocata da Powell anche per la fase finale del campionato mondiale 2011, sebbene rientrasse da un infortunio al ginocchio patito nel mese di aprile 2011. Nel quarto di finale contro la Francia, White sbagliò il quinto rigore della serie, che risultò decisivo per la vittoria delle francesi e per la conseguente eliminazione delle inglesi dal torneo.
Nell'aprile 2012 Faye White, che stava recuperando da un nuovo infortunio al ginocchio e che era incinta del suo primo figlio, annunciò il proprio ritiro dalla nazionale inglese.

## Palmarès

### Club
- Campionato inglese: 11

Arsenal: 1996-1997, 2000-2001, 2001-2002, 2003-2004, 2004-2005, 2005-2006, 2006-2007, 2007-2008, 2008-2009, 2009-2010, 2011
- FA Women's Cup: 9

Arsenal: 1997-1998, 1998-1999, 2000-2001, 2003-2004, 2005-2006, 2006-2007, 2007-2008, 2008-2009, 2010-2011
- FA Women's Premier League Cup: 6

Arsenal: 1997-1998, 1998-1999, 1999-2000, 2000-2001, 2004-2005, 2008-2009
- FA Women's Community Shield: 4

Arsenal: 2000, 2001, 2005, 2008
- UEFA Women's Champions League: 1

Arsenal: 2006-2007

### Individuale
- Giocatrice dell'anno della FA Women's Premier League: 1

1997-1998
- Inserita nella Hall of Fame del calcio inglese

2015